# M-2020
M-2020は、朝鮮民主主義人民共和国（北朝鮮）の戦車。M-2020は、2020年10月10日の朝鮮労働党創建75周年軍事パレードで初めて存在が明らかになった時のコードネームで、報道から名前は天馬2号ではないかと推察されている。

## 開発
2020年10月10日の朝鮮労働党創建75周年記念軍事パレードで、初めて9台が登場した。2022年4月25日の朝鮮人民軍創建90周年軍事パレードや、2023年7月27日の朝鮮戦争（祖国解放戦争）休戦70周年戦勝記念日軍事パレードにも参加したほか、2023年9月にはアクティブ防護システム（APS）で実際にミサイルを迎撃している映像が公開された。
朝鮮人民軍陸軍はM-2020に関して詳細を明らかにしていないが、報道を通じて一部明らかになってきている。

## 設計
外観はアメリカ合衆国のM1エイブラムスやロシアのT-14に類似しており、情報が北朝鮮に流出した大韓民国のK1主力戦車を参考にした可能性が指摘されている。

### 車体
車体はM1とT-14に酷似しており、碗形砲塔のT-55やT-62など、これまでの北朝鮮の主力戦車と全く異なる。乗員は3人とみられ、車長席と砲手席は砲塔に、操縦士席は車体前部中央に配置され、回転式ハッチを備えているが、装填手がいる可能性がある。初めて公開された朝鮮労働党創建75周年記念軍事パレードでは砂漠迷彩に似た黄土色で塗装されていたが、朝鮮人民軍創建90周年軍事パレードでは3色の緑色迷彩が施されて登場した。
履帯はT-14と同様、7個の遊動輪で構成されており、側面の防御としては、日本の10式戦車のように上半分が鋼板、下半分がゴムのハイブリッドなスカートとなっている。他の主力戦車と同様に、スプロケットホイールは後部にあり、アイドラーは前部にある。
前照灯や探照灯に赤外線ライトが装備されておらず、パッシブ式の暗視装置を装備するとされている。
車体後部はスラット装甲で保護されている。エンジンルーム側面を保護する装甲は現代の軍用車両でよく使用されており、圧電ヒューズを備えたHEAT（榴弾対戦車）弾頭を備えた歩兵対戦車兵器に対して効果的であるとされる。T-14と同様に、左側のスラット装甲にはマフラーにアクセスするための穴がある。T-14のスラット装甲に酷似してはいるが、T-14にはマフラーが両側に1個ずつ、計2個ずつある点が違う点となっている。
砲塔の基部に砲塔アクティブ防護システム（APS）、左右にAPSのレーダーが装着されており、同じ配置のT-14を参考にしたとされる。2023年7月29日の軍事パレードでは、楔形の追加装甲が装着されていることが確認された。なおこの装甲には爆発反応装甲が装着されていた、爆発反応装甲は、車体前面にも備えている。

### 兵装
主砲は2A20 115mm滑腔砲または48口径2A46 125mm滑腔砲とされている。主砲の基部にレーザー測距機、先端に砲口照合装置のミラーが見える。実射試験の様子が朝鮮中央テレビの番組にて公開され、行進間射撃と静止時の射撃風景と、RPG-7に類似した弾頭を持つ対戦車兵器の弾頭を迎撃する様子が写し出されていた。
砲塔の右側には対戦車ミサイルの連装発射機が装備されているほか、砲塔左側のキューポラに自動擲弾銃が装備している。